# Шулер, Альфред
Альфред Шулер (нем. Alfred Schuler, 22 ноября 1865[…], Майнц — 8 апреля 1923[…], Мюнхен) — поэт, провидец, гностик, мистагог и визионер. Считал себя перевоплощённым римлянином позднего имперского периода. Выступал за гностическое неоязычество, был членом мюнхенского Космического круга, послужил источником вдохновения для Стефана Георге и Людвига Клагеса. Не опубликовав ни одной книги при жизни, он имел широкое влияние.
Последователь австрийского ариософа Гвидо фон Листа. Оказал влияние на популяризацию свастики в Германии.

## Биография
Альфред Шулер родился в Майнце в 1865 году. В своём «перерождении» в «тревожные» времена Шулер он обвинял «злого демона». В Мюнхене Шулер начал изучать право и археологию. Однако вскоре он бросил свои исследования, считая археологов «грабителями могил, которые вырывали из земли то, что было „священно“ погребено, и сияние чего сильнее исходило из темноты, чем из душной атмосферы музея». После окончания учёбы Шулер был независимым исследователем, живя в Мюнхене, покидая его только для коротких поездок.
Начиная с 1899 года Шулер в течение нескольких лет переписывался с Папюсом, к которому он обращался как «Господь и Учитель». Среди наследия Шулера был гностический трактат о всеведущем учителе в форме змеи, основанный на библейской экзегезе офитов, поклоняющихся змее. Баал Мюллер отмечает, что знание Шулера о Гнозисе пришло в основном из «Зелёных тетрадей» Папюса, которые содержали материал из высокорангового масонства и теософии Елены Блаватской, и которые он иногда цитировал дословно. Однако Шулер был довольно враждебно настроен по отношению к масонству.
Шулер распространял учение Гвидо фон Листа в Мюнхене, положив его в основу своих лекций, в которых он излагал собственное учение, соединившее идеи национального пробуждения, конспирологии и антисемитизма. По мнению Баала Мюллера, теории поэзии и психолингвистики Шулера связаны с идеям Лазаря Гейгера.
По настоянию Людвига Клагеса в 1915 году Шулер прочитал три лекции под названием «О биологических предпосылках Римской империи». Среди слушателей был поэт Райнер Мария Рильке, на которого прежде неизвестная личность Шулера произвела глубокое впечатление. Это привело к личному знакомству Шулера и Рильке. Жена Рильке, скульптор Клара Рильке, создала бюст Шулера. В августе 1915 года Клагес бежал в Швейцарию. Мария Гундрум последовала за ним в декабре 1916 года вместо Шулера, чтобы установить столь необходимую «связь» между Шулером и Клагесом.
Шулер скончался в 1923 году в Мюнхене от последствий операции на кишечнике на руках своего друга-антропософа Ханса Хассо фон Вельтхайма.
Теодор Лессинг описывал Шулера как «чудака, любопытную смесь шарлатана и гения, хвастуна и визионера».

## Влияние
Шулер принёс в Германию ариософскую идею свастики, которую сделал стержнем своей антисемитской поэмы «Эпилог Яхве-Молоха». В этом произведении свастика была представлена тевтонским символом солнца, выражающим внутреннюю сущность немецкого народа. Свастика была воспринята лидерам ряда немецких ультранационалистических организаций наподобие созданного в 1912 году Ордена тевтонцев и вольсунгов, который сделал её своей эмблемой. Тогда же под эгидой Германского ордена начал выпускаться журнал «Руны», на обложке которого помещалась свастика. После окончания Первой мировой войны свастика получила большую популярность у германской молодёжи, разделявшей антисемитские настроения. В это время лекциями Шулера был увлечён молодой Адольф Гитлер. В августе 1919 года Нацистская партия сделала свастику своим символом.